# Царацово
Царацово е село в Южна България. То се намира в община Марица, област Пловдив.

## География
Село Царацово се намира в Горнотракийската низина на 2 км от град Пловдив на надморска височина 174 м.

## История
Според народни предания и данни от археологическия музей селището е създадено в древността в местността „Демсис тепе“ на 2 км южно от днешното местоположение на селото. Тогавашното население (около 4000 г. пр.н.е.) било от източносредиземноморски произход. Плодотворната почва и богатият дивеч спомагат за ранното заселване на местността. Наченки на живот са намерени от преди 6000 години, когато землището било покрито с девствена гора. По-късно на мястото на първобитното селище възниква ново в местността „Висината“, разположено на запад от днешното село Царацово. През трако-римската епоха възникват селища в местността „Ходживи брести“ и „Долаптърлъ“, от които са останали около 40 могили. През V век тракийските селища са опожарени от варварски племена и по времето на Византийската империя възниква ново селище в местността „Юртовете“ под името Сарадгракьой, което е опожарено през 1803 – 1804 г. от кърджалии. Около 12 семейства от опожареното село положили началото на днешно Царацово.
Село Царацово често е посещавано от революционери, които били желани и уважавани гости – Стефан Стамболов, Волов, Бенковски, Васил Левски, който за пръв път стъпва тук през 1869 г., година по-късно основава революционен комитет и до 1873 г. е чест гост в селото, като отсяда именно в домовете на Иван Арабаджията и Божил Ходжев. Бележитият български писател Захари Стоянов нарича Царацово „столица на българските революционери-апостоли“.

## Население
Численост на населението според преброяванията през годините:
| \| Година на преброяване \| Численост \| \| --------------------- \| --------- \| \| 1934 \| 1019 \| \| 1946 \| 1125 \| \| 1956 \| 1075 \| \| 1965 \| 2171 \| \| 1975 \| 2492 \| \| 1985 \| 2408 \| \| 1992 \| 2226 \| \| 2001 \| 2263 \| \| 2011 \| 2300 \| \| 2021 \| 2312 \| |           |
| Година на преброяване | Численост |
| 1934 | 1019      |
| 1946 | 1125      |
| 1956 | 1075      |
| 1965 | 2171      |
| 1975 | 2492      |
| 1985 | 2408      |
| 1992 | 2226      |
| 2001 | 2263      |
| 2011 | 2300      |
| 2021 | 2312      |

### Етнически състав
Преброяване на населението през 2011 г.
Численост и дял на етническите групи според преброяването на населението през 2011 г.:
|                     | Численост | Дял (в %) |
| Общо                | 2300      | 100.00    |
| Българи             | 1932      | 84.00     |
| Турци               |           |           |
| Цигани              |           |           |
| Други               | 10        | 0.43      |
| Не се самоопределят | 3         | 0.13      |
| Неотговорили        | 353       | 15.34     |

## Обществени и културни институции
Първото училището в село Царацово е открито официално през 1870 г., но едва през 1891 г. е построена училищната сграда – от кирпич и със сламен покрив, съборена впоследствие от земетресенията през 1928 г. През 1922 г. е открита прогимназия в местното училище. През 1972 г. на място, различно от старото, е построена новата голяма триетажна сграда на училището, а на мястото на старата училищна сграда през 1985 г. се издига голяма, слънчева детска градина.
Читалище „Дядо Иван Арабаджията“ е учредено в частен дом през 1926 г. от будни, ентусиазирани жители на селото и учители. Новата сграда на читалището е построена през 1962 г. През 1960 – 1961 г. язовир „Пясъчник“ залива село Елешница и голяма част от жителите му се преселват в село Царацово. Двете села заедно дописват своята история и заедно изграждат настоящата сграда на НЧ „Дядо Иван Арабаджията“.
През годините придобивките на село Царацово нарастват. През 1947 г. са построени фурната и банята, през 1966 г. – здравната служба, през 1986 г. е прекарана телефонната линия, от 1996 г. има кабелна телевизия, от 2004 г. – интернет, от 2005 г. селското кметство е в нова сграда, а през 2008 г. през Царацово преминава главният газопровод.
Местната църква „Свети Георги“ е построена през 1999 г.

## Личности
Сред бележитите местни личности са сподвижниците на Васил Левски – Божил Ходжев / Божил Георгев, вероятно по-правилно Георгиев, съсед на Иван Арабаджията /, Найден Тотов и Иван Арабаджията, който му е и братовчед. Роденият през 1833 г. бележит българин, се записва в легията на Раковски, действа като куриер на БРЦК, последовател е на делото на Васил Левски, организатор на въстание, арестуван от турците и изтезаван в затвора в Пловдив, борец за Съединението на Княжество България с Източна Румелия. Иван Арабаджиев почива забравен и в крайна мизерия и бедност от рак през 1901 г., без да се знае къде е гробът му. В негова памет читалището носи името му.

## Културни и природни забележителности
В центъра на селото през 1973 г. признателните жители издигат голям паметник на патрона му. През 2006 г. по случай 130-годишнината от Априлското въстание е издигнат и паметник, посветен на загиналите за Родината местни жители.